# Erodium
Erodium (L'Hér. ex Aiton, 1789) è un genere di piante appartenente alla famiglia delle Geraniaceae, diffuso in buona parte delle aree temperate del globo.

## Descrizione
L'Erodium può essere una pianta annuale, biennale, perenne o erbacea. Alcune parti della pianta sono pelose.
Le foglie presentano le seguenti caratteristiche:
- principalmente a rosetta, alla base della pianta
- possono essere opposte o alterne
- sono picciolate con stipole
- possono essere semplici o composte
- sono spesso finemente pennate

I fiori sono raramente singoli, di solito si trovano a gruppi da due fino a nove su un'infiorescenza a ombrella. Sono inoltre peduncolati, spesso piccoli, a cinque petali, da radialmente simmetrici a leggermente zigomorfi ed ermafroditi. Sono simili a quelli del genere Geranium. I cinque sepali sono liberi. I cinque petali hanno colori che variano dal rosa, al viola, al blu.
Sono presenti due cerchi da cinque stami ciascuno, di cui solo cinque in totale sono fertili. Gli staminodi sono situati in mezzo agli stami fertili. 
Cinque carpelli si uniscono a formare un unico ovario, in cui è situato un unico ovulo. Lo stilo culmina in cinque stigmi.
Come con tutte le Geraniaceae, i frutti sono degli schizocarpi a forma di becco di gru e si dividono in cinque mericarpi. L'ispido "becco del frutto", quando è maturo, si avvita su sé stesso in senso antiorario a causa dell'essiccazione delle strutture interne.

## Biologia
Le specie di Erodium forniscono nutrimento alle larve di alcune specie di Lepidoptera e i loro semi sono raccolti da diverse specie di formiche mietitrici, quali le Messor, le Pogonomyrmex californicus e le Pogonomyrmex subdentatus.

## Distribuzione e habitat
L'Erodium è un genere distribuito su tutti i continenti. Il più grande nucleo di diversità (63 specie) è osservato nella regione del Mediterraneo, mentre altre regioni ospitano molte meno specie native: America (1), Sud America (1), Australia (1) e Asia (4). Per alcune specie è difficile stabilire se l'introduzione nell'ecosistema sia avvenuta in modo naturale o per opera dell'essere umano.

## Tassonomia
Carlo Linneo raggruppò nello stesso genere (Geranium) i tre simili generi Eodium, Geranium e Pelargonium. La distinzione fra di essi venne fatta da Charles Louis L'Héritier de Brutelle basato sul numero di stami: cinque per l'Erodium, sette per il Pelargonium e dieci per il Geranium. I tre generi hanno tuttavia le stesse caratteristiche per quanto riguarda il loro frutto, il quale ricorda il becco allungato di certi uccelli. Questa esatta caratteristica è alla base del nome: Geranium rievoca geranos (greco per gru), Pelargonium il pelargos (cicogna) e l'Erodium infine l'erodios (ardeide).

### Specie

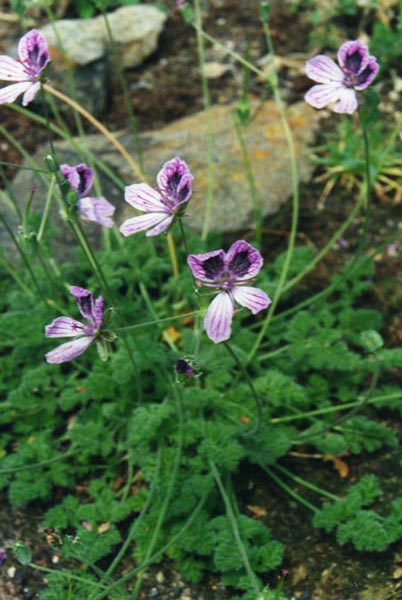
Erodium glandulosum.

All'interno del genere Erodium sono incluse 119 specie:
- Erodium absinthoides Willd.
- Erodium acaule (L.) Bech. & Thell.
- Erodium adenophorum Blatt.
- Erodium aethiopicum (Lam.) Brumh. & Thell.
- Erodium aguilellae López Udias, Fabregat & G.Mateo
- Erodium alnifolium Guss.
- Erodium alpinum (Burm.f.) L'Hér.
- Erodium amanum Boiss. & Kotschy
- Erodium × anaristatum Andreas
- Erodium angustilobum Carolin
- Erodium anthemidifolium M.Bieb.
- Erodium arborescens (Desf.) Willd.
- Erodium asplenioides (Desf.) Willd.
- Erodium astragaloides Boiss. & Reut.
- Erodium atlanticum Coss.
- Erodium aureum Carolin
- Erodium aytacii Yild. & Dogru-Koca
- Erodium beketowii Schmalh.
- Erodium birandianum Ilarslan & Yurdak.
- Erodium boissieri Coss.
- Erodium × bolosii Romo
- Erodium botrys (Cav.) Bertol.
- Erodium brachycarpum (Godr.) Thell.
- Erodium carvifolium Boiss. & Reut.
- Erodium castellanum (Pau) Guitt.
- Erodium cazorlanum Heywood
- Erodium cedrorum Schott
- Erodium celtibericum Pau
- Erodium cheilanthifolium Boiss.
- Erodium chevallieri Guitt.
- Erodium chilense I.M.Johnst.
- Erodium chium (L.) Willd.
- Erodium chrysanthum L'Hér.
- Erodium ciconium (L.) L'Hér.
- Erodium cicutarium (L.) L'Hér.
- Erodium corsicum Léman ex DC.
- Erodium crassifolium L'Hér.
- Erodium crenatum Pomel
- Erodium crinitum Carolin
- Erodium crispum Lapeyr.
- Erodium cyconioides Tzvelev
- Erodium cygnorum Nees
- Erodium cyrenaicum (Pamp.) Guitt.
- Erodium daucoides Boiss.
- Erodium dimorphum Wendelbo
- Erodium × fallax Jord.
- Erodium flexuosum P.H.Davis & J.Roberts
- Erodium foetidum (L.) L'Hér.
- Erodium fumarioides Steven
- Erodium gaillardotii Boiss.
- Erodium garamantum (Maire) Guitt.
- Erodium gaussenianum P.Monts.
- Erodium geoides A.St.-Hil.
- Erodium glandulosum (Cav.) Willd.
- Erodium glaucophyllum (L.) L'Hér.
- Erodium gruinum (L.) L'Hér.
- Erodium guinochetianum Guitt.
- Erodium guttatum (Desf.) Willd.
- Erodium hakkiaricum P.H.Davis
- Erodium hartvigianum Strid & Kit Tan
- Erodium hendrikii Alpinar
- Erodium hesperium (Maire) H.Lindb.
- Erodium heteradenum (Pau & Font Quer) Guitt.
- Erodium heterosepalum Blatt.
- Erodium hoefftianum C.A.Mey.
- Erodium iranicum El-Oqlah
- Erodium jahandiezianum Emb., Maire & Weiller
- Erodium janszii Alarcón & al.
- Erodium keithii Guitt. & Le Houér.
- Erodium laciniatum (Cav.) Willd.
- Erodium lebelii Jord.
- Erodium leucanthum Boiss.
- Erodium maculatum Salzm. ex C.Presl
- Erodium malacoides (L.) L'Hér.
- Erodium manescavi Coss.
- Erodium maritimum L'Hér.
- Erodium masguindalii Pau
- Erodium medeense Batt.
- Erodium meynieri Maire
- Erodium micropetalum Boiss. & Hausskn.
- Erodium microphyllum Pomel
- Erodium moschatum (L.) L'Hér.
- Erodium mouretii Pit.
- Erodium munbyanum Boiss. ex Munby
- Erodium nanum Blatt.
- Erodium nervulosum L'Hér.
- Erodium neuradifolium Delile ex Godr.
- Erodium oreophilum Quézel
- Erodium oxyrhinchum M.Bieb.
- Erodium paui Sennen
- Erodium pelargoniflorum Boiss. & Heldr.
- Erodium praecox (Cav.) Willd.
- Erodium pulverulentum (Cav.) Willd.
- Erodium recoderi Auriault & Guitt.
- Erodium reichardii (Murray) DC.
- Erodium rodiei (Braun-Blanq.) Poirion
- Erodium rupestre (Cav.) Guitt.
- Erodium rupicola Boiss.
- Erodium ruthenicum M.Bieb.
- Erodium salzmannii Delile
- Erodium sanguis-christi Sennen
- Erodium saxatile Pau
- Erodium schemachense Grossh.
- Erodium sebaceum Delile
- Erodium sibthorpianum Boiss.
- Erodium somanum Pesmen
- Erodium sosnowskianum Fed.
- Erodium stellatum Delile
- Erodium stephanianum Willd.
- Erodium stevenii M.Bieb.
- Erodium subintegrifolium Eig
- Erodium sublyratum Samp.
- Erodium tataricum Willd.
- Erodium telavivense Eig
- Erodium texanum A.Gray
- Erodium tibetanum Edgew. & Hook.f.
- Erodium tordylioides (Desf.) L'Hér.
- Erodium touchyanum Delile ex Godr.
- Erodium toussidanum Guitt.
- Erodium trichomanefolium L'Hér.
- Erodium trifolium (Cav.) Cav.
- Erodium vetteri Barbey & Fors.-Major
- Erodium × viscosum Salzm. ex Delile

## Usi
L'Erodium trova e ha trovato usi sia in campo medico che culinario. Nella maggior parte delle specie, ad esempio, le foglie sono edibili: si possono mangiare fresche o cotte, spesso aggiunte ad insalate o usate come erbe aromatiche. Dell'Erodium cicutarium si possono inoltre mangiare il fusto grezzo ancora giovane o masticarne le radici come una gomma, vecchia usanza dei nativi americani.
A livello medico, alcune specie (e.g.: Erodium moschatum, Erodium cicutarium) vengono usate a scopo astringente od emostatico.
L'Erodium cicutarium ha avuto anche numerosi altri usi. I nativi americani, ad esempio, utilizzavano la pianta per aumentare il flusso del latte materno (ingerendo radici e foglie), come lavaggio per morsi di animali e infezioni cutanee (applicazione esterna), da applicare ad ulcere (sotto forma di cataplasma di radici masticate) o come trattamento per la febbre tifoide (infuso).
Le foglie vengono inoltre usate nei bagni per il trattamento dei reumatismi e i semi (contenenti vitamina K) applicati come cataplasma ai tofi